# Francisco Bonifácio de Abreu
Francisco Bonifácio de Abreu, o barão da Vila da Barra, (Barra, 29 de novembro de 1819 — Rio de Janeiro, 30 de julho de 1887) foi um médico, parlamentar e poeta brasileiro.
Filho de Francisco Bonifácio de Abreu e de Joana Francisca da Motta e formado pela Faculdade de Medicina do Rio de Janeiro em 1845, porém cursou os primeiros quatro anos na Faculdade de Medicina da Bahia.
Introduziu no Brasil o estudo da Química, como Coronel  Cirurgião-Mor chefiou os serviços médicos, durante a Guerra do Paraguai, tornando-se também Coronel Cirurgião-Mor Honorário do Exército por causa de seus serviços prestados, sendo pioneiro na cirurgia em campanha no Brasil. 
Foi professor de geografia no Liceu Baiano em 1850. Posteriormente transferiu sua residência para o município da Corte, onde foi professor substituto na Faculdade de Medicina do Rio de Janeiro. 
Foi deputado geral pela província da Bahia nas 14ª, 15ª, 16ª, 17ª, 18ª, 19ª e 20ª legislaturas. Foi presidente das províncias do Pará em 1872, e de Minas Gerais em 1876.
Agraciado Grande Dignitário da Imperial Ordem da Rosa, Comendador da Imperial Ordem de Cristo, foi agraciado barão em 15 de novembro de 1876. Traduziu para o português a Divina Comédia de Dante. Era sócio do Instituto Histórico e Geográfico da Bahia.